# Kabinett Vogel II (Rheinland-Pfalz)
Das Kabinett Vogel II war das 13. Kabinett der Landesregierung des Landes Rheinland-Pfalz nach dem Zweiten Weltkrieg. Es begann am 18. Mai 1979 und wurde vom Kabinett Vogel III abgelöst.
| Amt                                    | Name | Partei | Partei |
| -------------------------------------- | --- | ------ | ------ |
| Ministerpräsident                      | Bernhard Vogel |        | CDU    |
| Stellvertreter des Ministerpräsidenten | Otto Meyer |        | CDU    |
| Bundesangelegenheiten ab 12. Juni 1981 | Johann Wilhelm Gaddum |        | CDU    |
| Inneres und Sport                      | Kurt Böckmann |        | CDU    |
| Justiz                                 | Otto Theisen bis 13. Dezember 1979 Carl-Ludwig Wagner bis 12. Juni 1981 Waldemar Schreckenberger bis 5. Oktober 1982 Carl-Ludwig Wagner Mit der Wahrnehmung der Geschäfte beauftragt |        | CDU    |
| Finanzen                               | Johann Wilhelm Gaddum bis 12. Juni 1981 Carl-Ludwig Wagner |        | CDU    |
| Kultus                                 | Hanna-Renate Laurien bis 12. Juni 1981 Georg Gölter |        | CDU    |
| Soziales, Gesundheit und Umwelt        | Georg Gölter bis 12. Juni 1981 Rudi Geil |        | CDU    |
| Landwirtschaft, Weinbau und Forsten    | Otto Meyer |        | CDU    |
| Wirtschaft und Verkehr                 | Heinrich Holkenbrink |        | CDU    |